# Mundaun
Mundaun è stato un comune svizzero di 301 abitanti nel distretto di Surselva (Canton Grigioni). 

## Storia
Il comune di Mundaun stato istituito il 1º gennaio 2009 con la fusione dei comuni soppressi di Flond e Surcuolm ed è stato soppresso il 31 dicembre 2015: il 1º gennaio 2016 è stato aggregato all'altro comune soppresso di Obersaxen per formare il nuovo comune di Obersaxen Mundaun, nella regione Surselva.